# الجدول الزمني لتاريخ البرتغال (المقاطعة الأولى)
هذا تسلسل زمني لـ تاريخ البرتغال منذ 868 حتى عام 1072·

## مقاطعة بورتس كال الأولى

### القرن التاسع
- 868- إنشاء مقاطعة الأولى لـ بورتس كال التابعة لـ مملكة أستورياس، ويصبح ڤيمارا بيريث أول كونت لها، بعد احتلال المنطقة الواقعة بين نهرين ليميا ودويرة من المغاربة، الكونت بيريث يأسس المدينة المحصنة التي تحمل اسم بلده ڤيمارانيس (بالبرتغالية: Vimaranis‏)، فيما بعد جيمارانيس (بالبرتغالية: Guimaranis‏)، ويومنا هذا غيمارايش (بالبرتغالية: Guimarães‏)، تعتبر «مدينة المهد» في البرتغال.
- 873- ڤيمارا بيريز يتوفى وابنه لوسيديو ڤيمارنيس يصبح «كونت بورتس كال التالي». وبعد وفاته تمر المقاطعة إلى يد الكونت ديوغو فريناديث.
- 871-مدينة كويمبرا يتم احتلالها وطرد المغاربة، وتعين هرمنغيلدو غوتيريز «كونت كويمبرا».
- 878-منطقة كويمبرا (اليوم، وسط البرتغال) قد أدرجت في مملكة أستورياس وهرمنغيلدو غوتيريز هو الكونت.
- 886-يصبح المنذر بن محمد أمير قرطبة.
- 888- عبد الله بن محمد يصبح أمير قرطبة.

### القرن العاشر
- 909- ألفونسو الثالث من أستورياس يطيح به من قبل أبنائه بعد أن أعلن نفسه الإمبراطور.
- 910:
  - وفاة ألفونسو الثالث من أستورياس، وتقسيم مملكته بين أبنائه إلى الممالك التابعة أستورياس وليون وجليقية.
  - أردونيو الثاني أصبح ملك جليقية بالدعم من «كونت البرتغال».
- 911- الكونت هرمنغيلدو غوتيريز يتوفى وابنه أرياس مينيدس يصبح «كونت كويمبرا التالي».
- 912- عبد الرحمن الثالث لدين الله يصبح أمير قرطبة.
- 913- تجديد حروب الاسترداد من قبل أردونيو الثاني، ثم يحتل أراضي حول يابرة من المسلمين.
- 914
  - أردونيو الثاني الجليقي، يصبح ملك ليون، بعد وفاة أخيه غارسيا الأول من ليون.
  - يتم نقل عاصمة مملكة أستورياس من أوفييدو إلى ليون، من الآن فصاعدا مملكة ليون.
- 916- أردونيو الثاني ملك ليون يهزم أمير قرطبة عبد الرحمن الثالث في معركة قرب قلعة شنت إشتيبن.
- 918
  - معركة تالفيرا المسلمون تحت قيادة عبد الرحمن الثالث يهزموا المسيحيين بقيادة دولتين ليون ونافارا.
  - يعترف البابا يوحنا العاشر بالعقيدة والشرعية القداس قوط غربيون محتفظ بذلك طقوس المستعربين.
- 924- فرويلا الثاني ملك ليون يصبح «ملك ليون».
- 925
  - سانشو أردونيث، ابن أردونيو الثاني ملك ليون، يصبح ملك جليقية حتى 929.
  - ألفونسو الرابع يصبح «ملك ليون».
  - راميرو الثاني، ابن أردونيو ملك ليون، وكان الأول من حمل لقب ملك الأراضي البرتغالية.
- 926
  - راميرو الثاني يقيم بلاطه في مدينة فيسيو.
  - مينيدو غونثالفث، ابن الكونت غونثالو بيتوتيز الجليقي يتزوج من مومادونا دياث (ابنه الكونت ديوغو فريناديث والكونتيسة أونيجا) ويصبح «كونت البرتغال».
  - عبد الرحمن الثالث «أمير قرطبة»، يواجه تهديدات بغزو من الفاطميين، يعلن نفسه لاحقا «الخليفة في قرطبة».
- 928- غونثالو مونيز، وحفيد الكونت أرياس مينيدس في كويمبرا، يصبح «كونت كويمبرا».
- 929- عبد الرحمن الثالث يعلن نفسه الخليفة في قرطبة تتحول إلي «إمارة قرطبة» مستقلة حيث لم تعد تحت السيطرة الخلافة في بغداد.
- 930- راميرو الثاني يترك بلاطه في فيسيو.
- 931- راميرو الثاني يصبح «ملك ليون».
- 938- أول وثيقة يتم ذكر كلمة البرتغال (بالإنجليزية: Portugal)‏ بشكلها الحالي.
- 946- كونتية قشتالة تصبح مستقلة.
- 950
  - كونتيسة البرتغال مومادونا دياث تقسم الميراث بين أبنائها بعد وفاة زوجها مينيدو غونثالفيث الكونت الأول.
  - غونثالو مينيديث ابن مومادونا دياث ومينيدو غونثالفيث الأول، يصبح «كونت بورتس كال».
  - أردونيو الثالث يصبح «ملك ليون».
- 953- التوغل المغاربة في جليقية.
- 955-أردونيو الثالث ملك ليون يقوم هجمة على لشبونة.
- 956- سانتشو الأول يصبح «ملك ليون».
- 958
  - سانشو الأول من ليون يصبح مخلوعاً.
  - أردونيو الرابع يصبح «ملك ليون» هو ابن ألفونسو الرابع.
- 959- كونتيسة مومدونا دياث تتبرع بالأراضي الشاسعة إلى دير القديس ماميدو في غيمارايس.
- 960- سانشو الأول من ليون يعيد ملكه بعد إطاحة بـ أردونيو الرابع.
- 961- الحكم الثاني يصبح «خليفة الأموي في قرطبة».
- 962- الكونت البرتغال غونثالو مينيديث يصبح من المتمردين ضد سانشو الأول من ليون.
- 966
  - الكونت غونثالو مونيز من كويمبرا أصبح من المتمردين ضد سانشو الأول من ليون.
  - الفايكنج يقومون بغارات على جليقية وقتل الأسقف سانتياغو دي كومبوستيلا في المعركة، ويخلفه سانت روديسيند الذي حشد عدد من القوات المحلية تمكن من قتل أحد زعماء الفايكنغ جونرود.
- 967- راميرو الثالث يصبح «ملك ليون».
- 971- غارة طفيفة من الفايكنغ على الجليقية.
- 976-الخليفة الحكم الثاني يتوفى، ويصبح المنصور بن أبي عامر الحاكم الفعلي على هشام الثاني، يصبح ديكتاتور عسكري وقام بـ إطلاق عدد كبير من الحملات الهجومية ضد المسيحيين.
- 981-الكونت غونثالو مونيز يتوفى في كويمبرا.
- 982- برمودو الثاني يصبح «ملك ليون»، تم تتويجه في كاتدرائية سانتياغو دي كومبوستيلا.
- 987
  - الحاجب المنصور بن أبي عامر يقوم بغزو كويمبرا المسيحية وأخذها.
  - الحاجب المنصور بن أبي عامر يستولي القلاع شمال نهر دويرة، ويصل إلى مدينة شنت ياقب، وقام بإخلاء المدينة وحرقها وتدمير كاتدرائيتها.
  - يرتقي غونثالو مينيديس نفسه بلقب شخصي (دوق بورتس كال الأكبر).
- 999
  - ألفونسو الخامس يصبح «ملك ليون».
  - مينيدو الثاني غونثالفث، الابن غونثالو مينيديث يصبح «كونت بورتس كال»، ويصبح حمو ألفونسو الخامس وسيزوجه لاحقاً من ابنته.

### القرن الحادي عشر
- 1002-المنصور "بن أبي عامر" يتوفى في قرية سالم.
- 1003-المغاربة يهجموا مدينة ليون.
- 1008
  - الفايكنج يقوم بغارة على جليقية، مما أسفر عن مصرع الكونت مينيدو غونثالفيث الثاني.
  - ألفيتو نونيث يعتبر من فرع المنحدرين من ڤيمارا بيريث يتزوج من الكونتيسة تودادومنا، يصبح «كونت بورتس كال».
  - خلع هشام الثاني، «الخليفة الأموي في قرطبة»، في انتفاضة شعبية بقيادة محمد المهدي بالله.
  - محمد الثاني المهدي يصبح «الخليفة الأموي في قرطبة».
- 1009
  - سليمان المستعين بالله يصبح «الخليفة الأموي في قرطبة»، بعد عزل محمد الثاني.
  - طائفة بطليوس تصبح مستقلاً عن «خلافة قرطبة»، وتحكم الأراضي بين كويمبرا وشمال ألينتيخو.
- 1010- هشام الثاني يستعيد عرشه بمساعدة بنو عامر.
- 1012- سليمان المستعين بالله يستعيد عرشه بمساعدة بجيوش البربر.
- 1013- تبدأ خلافة قرطبة في مرحلة الضعف والتفريق، وتتعرض مدينة قرطبة للكثير من نهب وتدمير من قبل قوات البربر ومع مصير مجهول لـ هشام المخلوع. وحيث بدأت كثير من ملوك الطوائف (الممالك المغاربية المستقلة) بتشكل.
- 1016- الغزاة نورمان يتصاعدون في نهر مينيو وتدمير توي في جليقية.
- 1017- نونو ألفيتيث، ابن ألفيتو نونيث يصبح «كونت بورتس كال» ويتزوج من إيلدوارا مينيديث ابنة «مينيدو الثاني غونثالفيث» وتوتا.
- 1018- طائفة الغرب تصبح مستقلة.
- 1021- عبد الرحمن الرابع يصبح «الخليفة الأموي في قرطبة».
- 1022
  - عبد الرحمن الخامس يصبح «الخليفة الأموي في قرطبة».
  - تبرز طائفة لشبونة. ولاحقا ترفقها «طائفة بطليوس».
- 1023- محمد الثالث يصبح «الخليفة الأموي في قرطبة».
- 1025- أبو القاسم محمد بن عباد، أمير بنو عباد من إشبيلية، يلتقط اثنين من القلاع في الافوس إلى الشمال الغربي من فيسيو.
- 1027- هشام الثالث يصبح «الخليفة الأموي في قرطبة».
- 1028
  - مينيدو الثالث نونيث، ابن نونو ألفيتيث وإيلدوارا مينيديث، يصبح «كونت بورتس كال».
  - يفرض ألفونسو الخامس ملك ليون حصار على فيسيو، لكنه توفى بسهم قاتل·
  - يصبح برمودو الثالث، «ملك ليون».
- 1031
  - سانشو الثالث ملك نافارا يعلن الحرب على برمودو الثالث من ليون، نافار تلتقى مساعدات من المتمردين-الجاليقية والنورمان، في وقت لاحقا يقومون بتخريب الأراضي المحيطة من لوغو في جليقية.
  - سقوط الخلافة في قرطبة.
- 1033- طائفة مارتلة تصبح مستقلة.
- 1034
  - تدمير قوة الإغارة تحت قيادة إسماعيل بن عباد في إشبيلية، وهروبه إلى لشبونة
  - توسيع كبير لـ مملكة نافارا تحت إمرة سانشو العظيم يدرج تحته أراغون وسوبراربي، وبرشلونة، وكذلك أستورياس، وليون وقشتالة، وأنه يعلن نفسه (بالإسبانية: Rex Hispaniarum)‏ («ملك كل إسبان»).
- 1035
  - وفاة سانشو الثالث ملك نافارا، وملك أراغون وقشتالة، توزيع أراضيه بين أبنائه الثلاثة؛ مما تصبح قشتالة وأراغون تصبح الممالك، وذو هيمنة لاحقاً·
  - برمودو الثالث من ليون يهزم لمغاربة في الكيسار بـ منطقة إفييرو.
- 1037- فرناندو الأول كونت قشتالة ابن سانشو الثالث النافاري، يكتسب في معركة تامارون ضد مملكة ليون ويصبح أول ملك لقشتالة، فرناندو الأول ويتمكن من قتل نسيبه برمودو الثالث، وهكذا يرث مملكته عن طريق زوجته.
- 1039- فرناندو الأول ملك قشتالة وليون يعلن نفسه (إمبراطور كل هيسبانيا).
- 1040-طائفة شلب تصبح مستقلة.
- 1044- المعتمد الثالث بن عباد أمير بنو عباد في إشبيلية ابن االمعتضد الثاني بن عباد، غزا طائفة مارتلة واحتلها التي أعلنت منذ 1033 استقلالها.
- 1050
  - الكونت مينيدو الثالث نونيث من بورتس كال قتل في معركة في وقت ما خلال هذه الفترة.
  - نونو الثاني مينديث، ابنه «مينيدو الثالث نونيث»، يصبح «كونت بورتس كال».
- 1051- طائفة الغرب أرفقت إلى «طائفة إشبيلية».
- 1056-سلالة المرابطون بدأت بانفراد بالسلطة، وهم هو مجموعة من الأصوليين «المسلمين البربر» الذين سوف يحكمون شمال أفريقيا والأندلس حتى 1147.
- 1057-فرناندو الأول من قشتالة وليون يحتل لميقة من المغاربة.
- 1058- أمير بطليوس المظفر بن الأفطس (هو أبو بكر محمَّد بن عبد الله بن الأفطس، سلالة الأفطس) قاوم المسيحيين ويتمكن من طردهم من أراضي بطليوس الشمالية، ولكن قوات فرناندو الأول من قشتالة وليون غزت فيسيو واحتلتها بشكل دائم.
- 1060-1063-المجلس (المجمع المسكوني) في شنت ياقب.
- 1063
  - فرناندو الأول ملك قشتالة وليون يقسم مملكته بين أبنائه، جليقية والبرتغال يخصصها لابنه الأصغر غارسيا.
  - طائفة شلب أرفقت إلى «طائفة إشبيلية».
- 1064
  - فرناندو الأول ملك قشتالة وليون يحصر «كويمبرا المسلمة» منذ 20 كانون الثاني/يناير حتى 9 تموز/9 يوليو،  استسلم حاكم ولكن سكان ال 5,000 تؤخذ أسيرة، وطرد جميع المسلمين خارج الأراضي البرتغالية عبر نهر منديق.
  - مستعرب (مسيحي)  سيسناندو دافيدس الذي قاد حصار كويمبرا، يصبح «كونت كويمبرا التالي».
  - اعتماد التقويم من أصل إسباني.
- 1065- استقلال مملكة جليقية والبرتغال  تحت سيادة غارسيا الثاني من جليقية.
- 1070-الكونت «نونو مينيديث الثاني من بورتس كال» يتمرد ضد الملك غارسيا الثاني من جليقية.
- 1071-غارسيا الثاني من جليقية يعتمد لقب آخر باضافة إلى جانب ملك جليقية هو ملك البرتغال، عند هزيمة المتمرد في معركة بيدروسو (بالقرب من براغا)، «الكونت نونو الثاني مينيديث»، كان أخر كونت من نسل ڤيمارا بيريث.
- 1072- احتلال مملكة غاليسيا والبرتغال من قبل أخوته الملك ألفونسو السادس ملك ليون وسانشو الثاني ملك قشتالة، وفقدان استقلالها، منذ ذلك الوقت غاليسيا وظل جزءاً من مملكة قشتالة وليون، على الرغم من تفاوت درجات الحكم الذاتي. حتى ولو أنها لم تستمر لفترة طويلة جداً، المملكة مهدت الطريق نحو استقلال البرتغال مستقبلاً تحت أفونسو أنريكي كونت البرتغال.